# Naenia brunnea
Naenia brunnea là một loài bướm đêm trong họ Noctuidae.